# Music of the Sun
Music of the Sun je debitantski album barbadoške pjevačice Rihanne objavljen 30. kolovoza 2005. u izdanju Def Jama.

## O albumu
Album sadrži dvanaest pjesama i remiks pjesme "Pon de Replay" na kojem gostuje Elephant Man. Četiri pjesme s albuma napisala je sama Rihanna. Pjesme su uglavnom u karipskom stilu. S albuma Music of the Sun objavljeni su singlovi "Pon de Replay", "If It's Lovin' That You Want" te "Let Me" (samo u Japanu). Na albumu se pojavljuju Elephant Man, J-Status te Kardinal Offishall. Album je dospio na deseto mjesto američke ljestvice albuma te na drugo poziciju na tamošnjoj ljestvici R&B/hip hop albuma. Prvog tjedna prodaje, album je prodan u 69.000 primjeraka. Ukupno je u SAD-u prodano više od 500.000 primjeraka te je dobio zlatnu certifikaciju. Diljem svijeta je prodano preko 2 milijuna primjeraka.  

## Popis pjesama
| Br. | Skladba                                            | Trajanje |
| --- | -------------------------------------------------- | -------- |
| 1.  | »Pon de Replay«                                    | 4:06     |
| 2.  | »Here I Go Again« (ft. J-Status)                   | 4:11     |
| 3.  | »If It's Lovin' That You Want«                     | 3:28     |
| 4.  | »You Don't Love Me (No, No, No)« (ft. Vybz Kartel) | 4:20     |
| 5.  | »That La, La, La«                                  | 3:45     |
| 6.  | »The Last Time«                                    | 4:53     |
| 7.  | »Willing to Wait«                                  | 4:37     |
| 8.  | »Music of the Sun«                                 | 3:56     |
| 9.  | »Let Me«                                           | 3:56     |
| 10. | »Rush« (ft. Kardinal Offishall)                    | 3:09     |
| 11. | »There's a Thug In My Life« (ft. J-Status)         | 3:21     |
| 12. | »Now I Know«                                       | 5:01     |

#### Bonus pjesme
| Br. | Skladba                                   | Trajanje |
| --- | ----------------------------------------- | -------- |
| 13. | »Pon de Replay« (remix, ft. Elephant Man) | 3:37     |
| 14. | »Should I?«                               | 3:06     |
| 15. | »Hypnotized«                              | 4:15     |

## Top ljestvice
| Top ljestvice (2005.) | Najviša pozicija |
| --------------------- | ---------------- |
| Japan                 | 14               |
| Kanada                | 7                |
| SAD Billboard 200     | 10               |
| Novi Zeland           | 26               |
| Njemačka              | 31               |
| UK                    | 35               |
| Švicarska             | 38               |
| Italija               | 22               |
| Australija            | 18               |

## Singlovi

### Pon de Replay
"Pon de Replay" je najavni singl za album, ujedno i njen debitantski singl. Singl je zabilježio veliki uspjeh na top ljestvicama, poput drugog mjesta u SAD-u te prvoh mjesta u Novom Zelandu.

### If It's Lovin' that You Want
Drugi singl, "If It's Lovin' that You Want" je zabilježio nešto manji uspjeh na top ljestvicama od prethodnog singla "Pon de Replay". Najveći uspjeh je postigao u Filipinima gdje je postao njen prvi broj 1.

### Let Me
"Let Me" je treći singl s albuma objavljen samo u Japanu.

## Certifikacije i prodaja
| Država                 | Certifikacija | Prodaja |
| ---------------------- | ------------- | ------- |
| Kanada                 | platinasta    | 100.000 |
| Njemačka               |               | 30.000  |
| Italija                |               | 40.000  |
| Japan                  |               | 280.000 |
| Švicarska              |               | 10.000  |
| Ujedinjeno Kraljevstvo | zlatna        | 100.000 |
| SAD                    | zlatna        | 500.000 |

## Povijest izdanja
| Država                 | Datum              |
| ---------------------- | ------------------ |
| Europa                 | 26. kolovoza 2005. |
| Ujedinjeno Kraljevstvo | 29. kolovoza 2005. |
| SAD                    | 30. kolovoza 2005. |
| Australija             | 26. rujna 2005.    |

## Nagrade

### Barbadoške glazbene nagrade
- nagrada - Najbolji reggae/dancehall album (2006.)
- nagrada - Album godine (2006.)
- nagrada - Najbolji dance singl — "Pon de Replay" (2006.)
- nagrada - Pjesma godine — "Pon de Replay" (2006.)

### MTV Video Music Awards Japan
- nagrada - Najbolji video novog izvođača — "Pon de Replay" (2006.)